# Syncroforce
Syncroforce is een remsysteem voor de zijspancombinaties van het Franse merk Side Bike.
Zowel de voor- als de achterrem van de motorfiets bedienen via een eigen remklauw het zijspanwiel, waardoor de combinatie tijdens het remmen goed blijft sporen. Voor het eerst toegepast op de Yamaha XJ 900 S Diversion/Side Bike Kyrnos combinatie (1995).